# Imdendrim

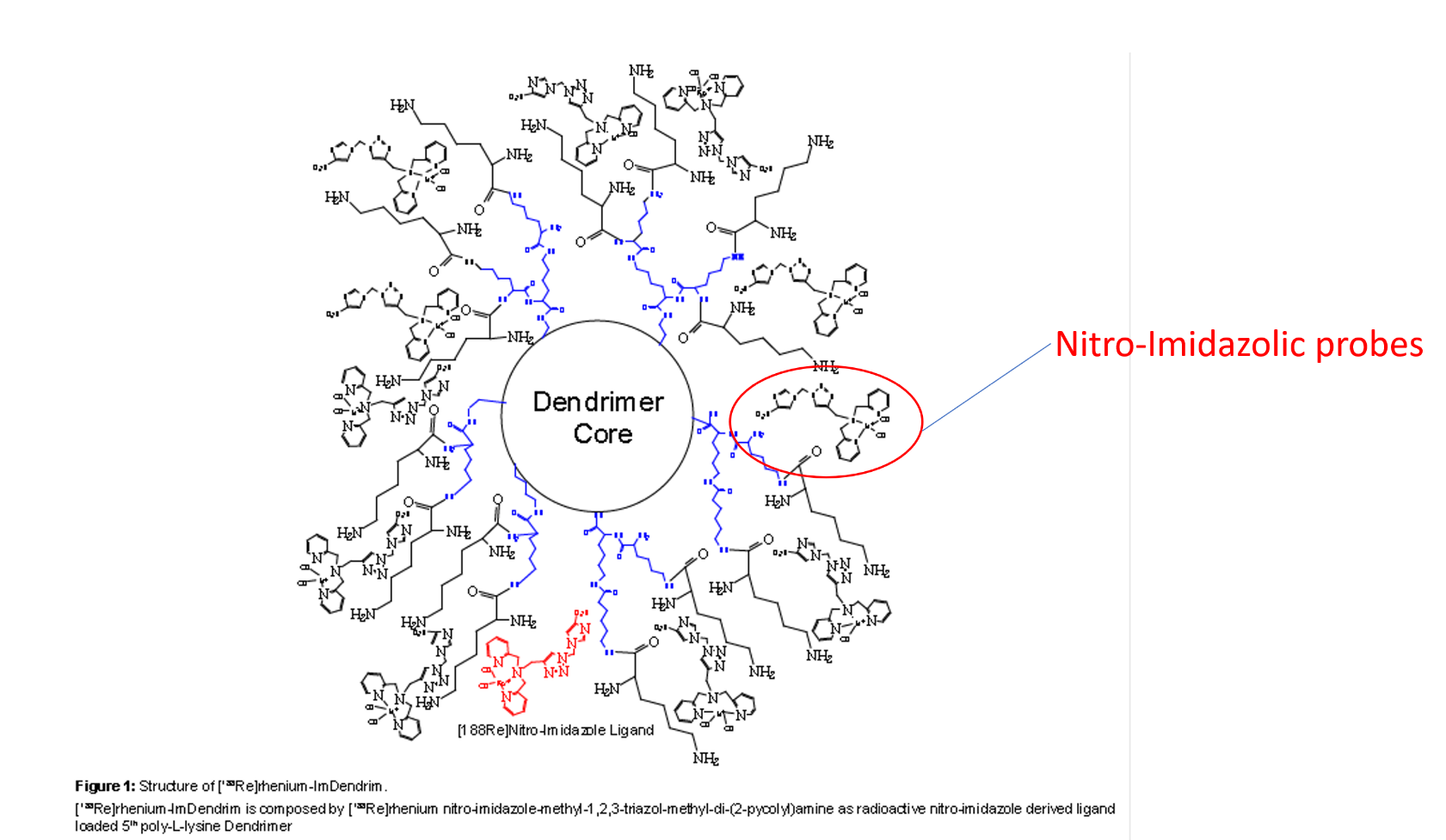
Structure chimique de Imdendrim.

Imdendrim ou dendrimère poly-L-lysines G5 [di-(2-pycolyl){-[(4-nitro-1H-imidazol-1-yl)méthyl]-1H-1,2,3-triazol-4-yl}méthyl)amine] est un agent anticancéreux expérimental breveté en 2014 qui est obtenu par la combinaison de dendrimères poly-L-lysines de cinquième génération avec des ligands vecteurs nitroimidazoles marqués avec le rhénium 188. Il fut introduit pour la première fois chez l'homme en 2017 pour traiter les tumeurs hépatiques non opérables et ne répondant pas aux traitements conventionnels,,. Imdendrim est sous forme de solution fluide directement injectable à la tumeur solide du foie sous contrôle tomodensitométrique par méthode stéréotaxique ou sous contrôle échographique.

## Mécanisme d'action
Une fois injectés directement dans la tumeur, les dendrimères polycationiques se fixent sur le site de l'injection par phénomène d'adsorption et relarguent ainsi les ligands vecteurs marqués avec le rhénium 188 qui diffusent dans le volume tumoral et ciblent les cellules hypoxiques qui sont affines du composé nitroimidazole. Les cellules ainsi ciblées sont stérilisées grâce au rayonnement électronique de 2,12 MeV issu de la désintégration bêta du rhénium 188,.